# Bobrakov
Bobrakov je priimek več oseb:
- Fjodor Mihailovič Bobrakov, sovjetski general
- Denis Aleksandrovič Bobrakov, ruski nogometaš